# Scanzano Jonico
Scanzano Jonico is een gemeente in de Italiaanse provincie Matera (regio Basilicata) en telt 7685 inwoners (31-12-2019). De oppervlakte bedraagt 71,5 km², de bevolkingsdichtheid is 93 inwoners per km².

## Demografie
Scanzano Jonico telt ongeveer 2416 huishoudens. Het aantal inwoners steeg in de periode 1991-2001 met 8,1% volgens cijfers uit de tienjaarlijkse volkstellingen van ISTAT.
| Jaar | Inwoneraantal |
| ---- | ------------- |
| 1991 | 6210          |
| 2001 | 6711          |

## Geografie
Scanzano Jonico grenst aan de volgende gemeenten: Montalbano Jonico, Pisticci, Policoro, Tursi.
Accettura · Aliano · Bernalda · Calciano · Colobraro · Craco · Ferrandina · Garaguso · Gorgoglione · Grassano · Grottole · Irsina · Matera · Miglionico · Montalbano Jonico · Montescaglioso · Nova Siri · Oliveto Lucano · Pisticci · Policoro · Pomarico · Rotondella · Salandra · San Giorgio Lucano · San Mauro Forte · Scanzano Jonico · Cirigliano · Stigliano · Tricarico · Tursi · Valsinni
1. ↑  https://demo.istat.it/?l=it.